# Tejido conectivo irregular denso
El tejido conectivo irregular denso tiene fibras que no están dispuestas en haces paralelos como en el tejido conectivo regular denso. 
El tejido conectivo irregular denso consiste principalmente en fibras de colágeno. Tiene menos sustancia fundamental que el tejido conectivo laxo. Los fibroblastos son el tipo de célula predominante, dispersos dispersamente por el tejido.

## Función
Este tipo de tejido conectivo se encuentra principalmente en la capa reticular (o capa profunda) de la dermis. También se encuentra en la esclerótica y en las capas más profundas de la piel. Debido a las altas porciones de fibras de colágeno, el tejido conectivo irregular denso proporciona fuerza, haciendo que la piel sea resistente al desgarro al estirar fuerzas desde diferentes direcciones.
El tejido conectivo irregular denso también forma la submucosa del tracto digestivo, las cápsulas fibrosas de las articulaciones y los ganglios linfáticos, y algunos tipos de fascia. Otros ejemplos incluyen el periostio y el pericondrio de los huesos, y la túnica albugínea de los testículos. En la capa submucosa, los haces de fibras se extienden en diferentes planos permitiendo que el órgano resista el estiramiento y la distensión excesivos. 